# Chincha Alta (distrito)
Chincha Alta é um distrito do Peru, departamento de Ica, localizada na província de Chincha.
Prefeito: Armando Huamán Tasayco (2019-2022)

## Transporte
O distrito de Chincha Alta é servido pela seguinte rodovia:
- PE-26, que liga o distrito à cidade de Izcuchaca (Região de Huancavelica)
- PE-1SE, que liga o distrito à cidade de Paracas
- IC-100, que liga o distrito à cidade de Chavín
- IC-102, que liga o distrito à cidade de Chincha Baja
- PE-1S, que liga o distrito de Lima (Província de Lima à cidade de Tacna (Região de Tacna - Posto La Concordia (Fronteira Chile-Peru) - e a rodovia chilena Ruta CH-5 (Rodovia Pan-Americana) [1][2][3]